# Parascutellinia
Parascutellinia är ett släkte av svampar. Parascutellinia ingår i familjen Pyronemataceae, ordningen skålsvampar, klassen Pezizomycetes, divisionen sporsäcksvampar och riket svampar.